# Кюкельс
Кюкельс (нім. Kükels) — громада в Німеччині, розташована в землі Шлезвіг-Гольштейн. Входить до складу району Зегеберг. Складова частина об'єднання громад Лецен.
Площа — 8,45 км2. Населення становить 450 ос. (станом на 31 грудня 2020).